# Ове Андерсен
Ове Андерсен (фин. Ove Andersen; Котка, 2. август 1899 — Лахти, 13. јануар 1967) је фински атлетичар, специјалиста за трчање на 3.000 метара са препрекама.
Учествовао је на Олимпијским играма 1928. у Анстердаму и освојио бронзану медаљу иза својих земљака Тоива Луколе и Пава Нурмија.
По завршетку каријере радио је као тренер и масер у Италији и Швајцарској.
По професији био је шумар, али је радио као нека врста исцелитеља, а „пацијенти“ су му долазили и из иностранства.